# Вівчарик амурський
Вівча́рик амурський (Phylloscopus plumbeitarsus) — вид горобцеподібних птахів родини вівчарикових (Phylloscopidae). Гніздиться в Північно-Східній Азії, зимує в Південно-Східній Азії. Раніше вважався конспецифічним з зеленим вівчариком і вважався прикладом кільцевого виду, однак за результатами низки молекулярно-генетичних досліджень був визнаний окремим видом.

## Поширення і екологія
Амурські вівчарики гніздяться в Східному Сибіру і на Далекому Сході Росії (від Саян до західного і північного узбережжя Охотського моря та до Приморського краю, на півночі Сахаліну), на півночі Монголії та на північному сході Китаю. Взимку вони мігрують до південного Китаю, М'янми, Таїланду, Лаосу, В'єтнаму і Камбоджі, на міграції регулярно трапляються в Кореї і східному Китаї. Бродячі птахи спострігалися в Європі. Амурські вівчарики живуть в тайзі і мішаних лісах, в березових і вільхових лісах в горах, на висоті до 4000 м над рівнем моря та у верболозах і березових гаях в долинах річок. Зимують в субтропічних і тропічних лісах, чагарникових і бамбукових заростях, на висоті до 1300 м над рівнем моря. Живляться комахами та іншими дрібними безхребетними. Сезон розмноження триває з травня до початку серпня. Гніздо кулеподібне, розміщується на землі. В кладці від 5 до 6 яєць.